# So Kataoka
So Kataoka (片岡 爽 Kataoka So?, nacido el 20 de abril de 1992 en Hyogo) es un futbolista japonés que juega como centrocampista.
En 2015, Kataoka se unió al FC Imabari. Después de eso, jugó en el Fujieda MYFC.

## Trayectoria

### Clubes
| Club         | País  | Año         |
| ------------ | ----- | ----------- |
| FC Imabari   | Japón | 2015 - 2018 |
| Fujieda MYFC | Japón | 2019 -      |

## Estadística de carrera

### J. League
| Club         | Año   | J. League | J. League | Copa J. League | Copa J. League | Total | Total |
| Club         | Año   | Part.     | Goles     | Part.          | Goles          | Part. | Goles |
| ------------ | ----- | --------- | --------- | -------------- | -------------- | ----- | ----- |
| Fujieda MYFC | 2019  | 5         | 0         | -              | -              | 5     | 0     |
| Total        | Total | 5         | 0         | 0              | 0              | 5     | 0     |